# Wirów (województwo mazowieckie)

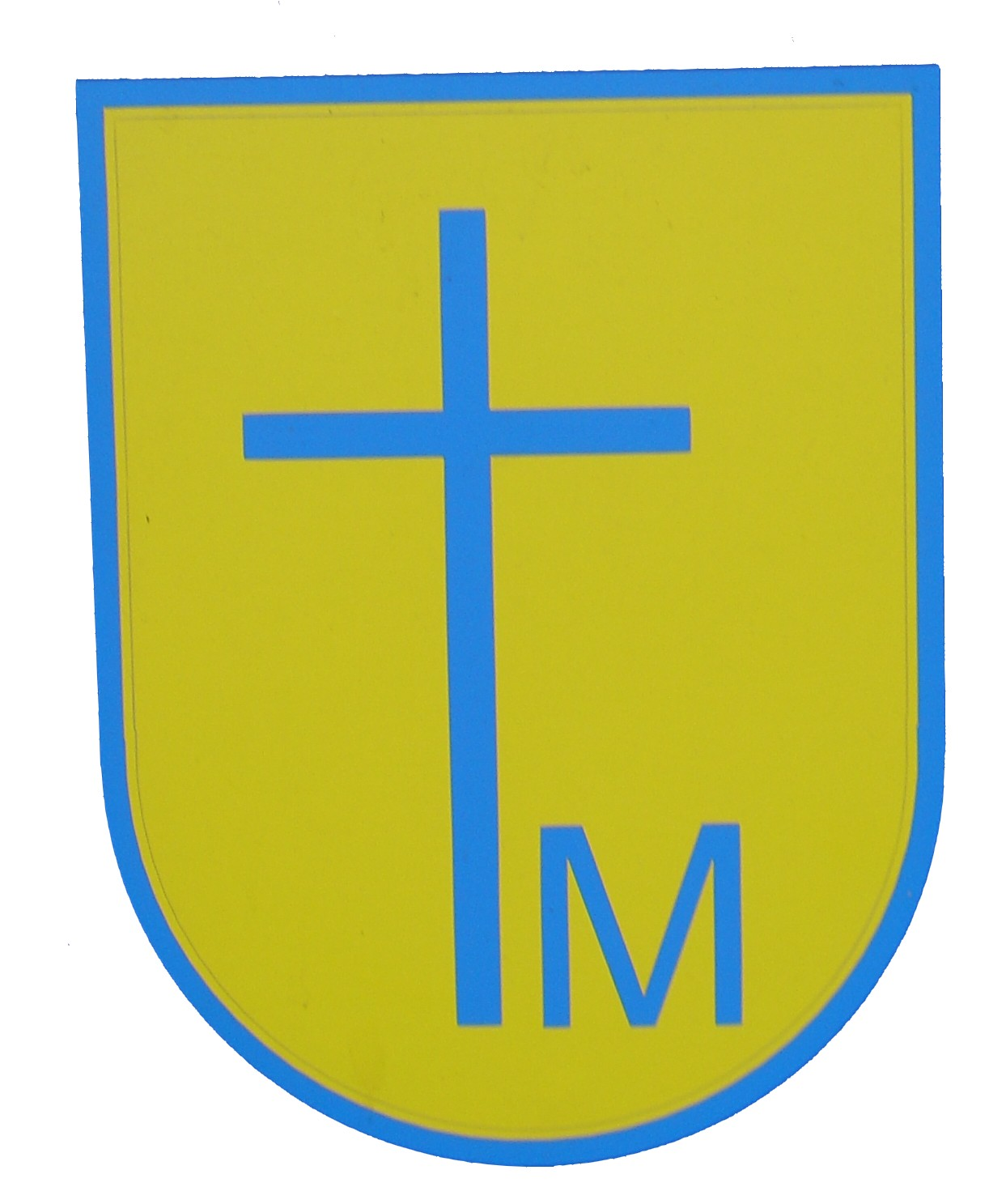
Nieoficjalny herb wsi Wirów

Wirów – wieś w Polsce położona w województwie mazowieckim, w powiecie sokołowskim, w gminie Jabłonna Lacka. Ma status sołectwa. Leży na lewym brzegu Bugu.
| SIMC    | Nazwa      | Rodzaj    |
| ------- | ---------- | --------- |
| 0673087 | Wirów-Dwór | część wsi |

Dawniej do Wirowa należała Wirów-Kolonia, obie od 1 stycznia 1973 w gminie Jabłonna Lacka. 5 października 1973 Wirów-Kolonię odłączono od sołectwa Wirów w gminie Jabłonna Lacka i włączono do sołectwa Wasilew Skrzeszewski w gminie Repki.
W latach 1975–1998 miejscowość należała administracyjnie do województwa siedleckiego.
Wieś jest siedzibą rzymskokatolickiej parafii św. Antoniego Padewskiego. 

## Galeria

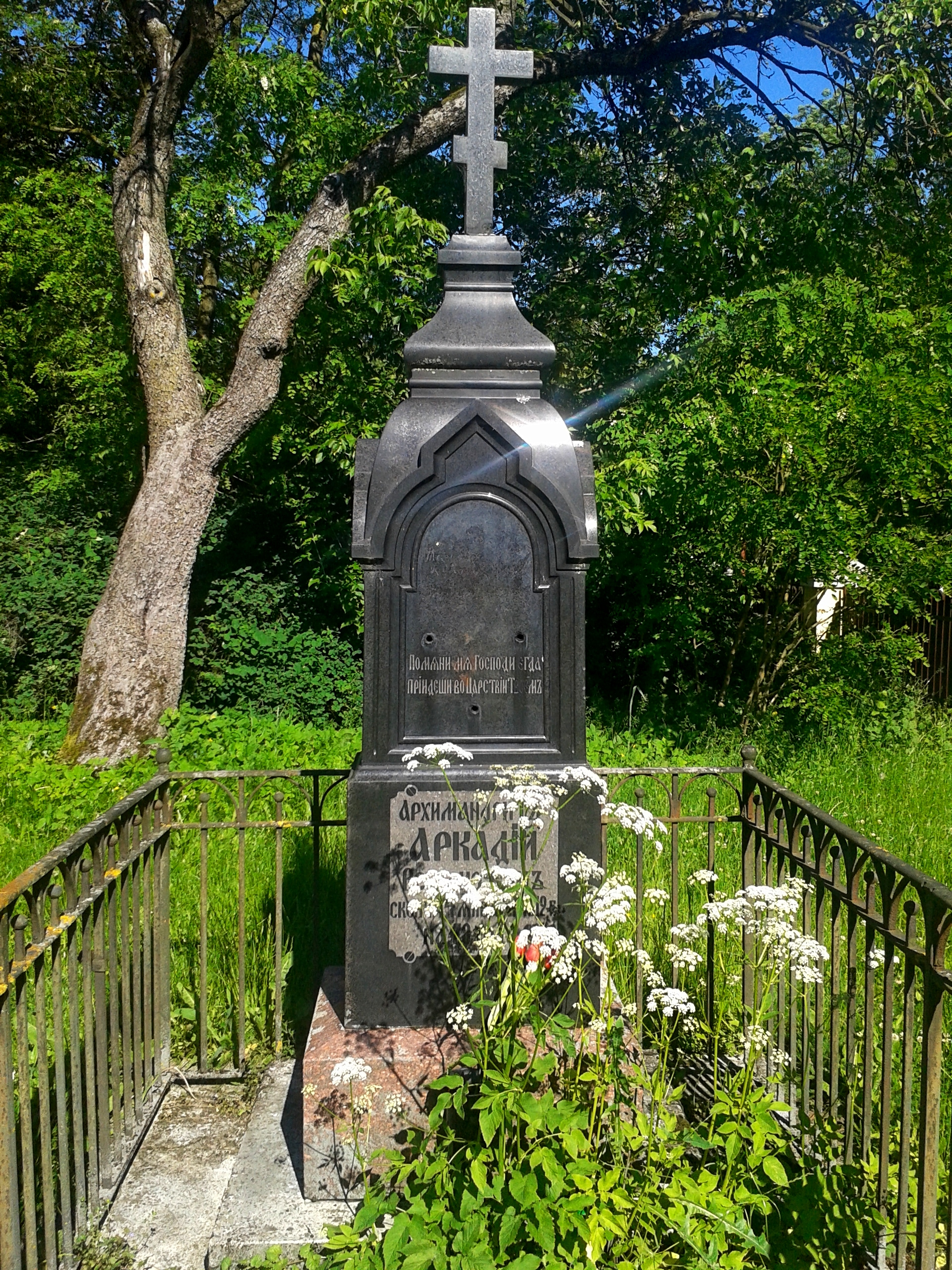
Krzyż prawosławny
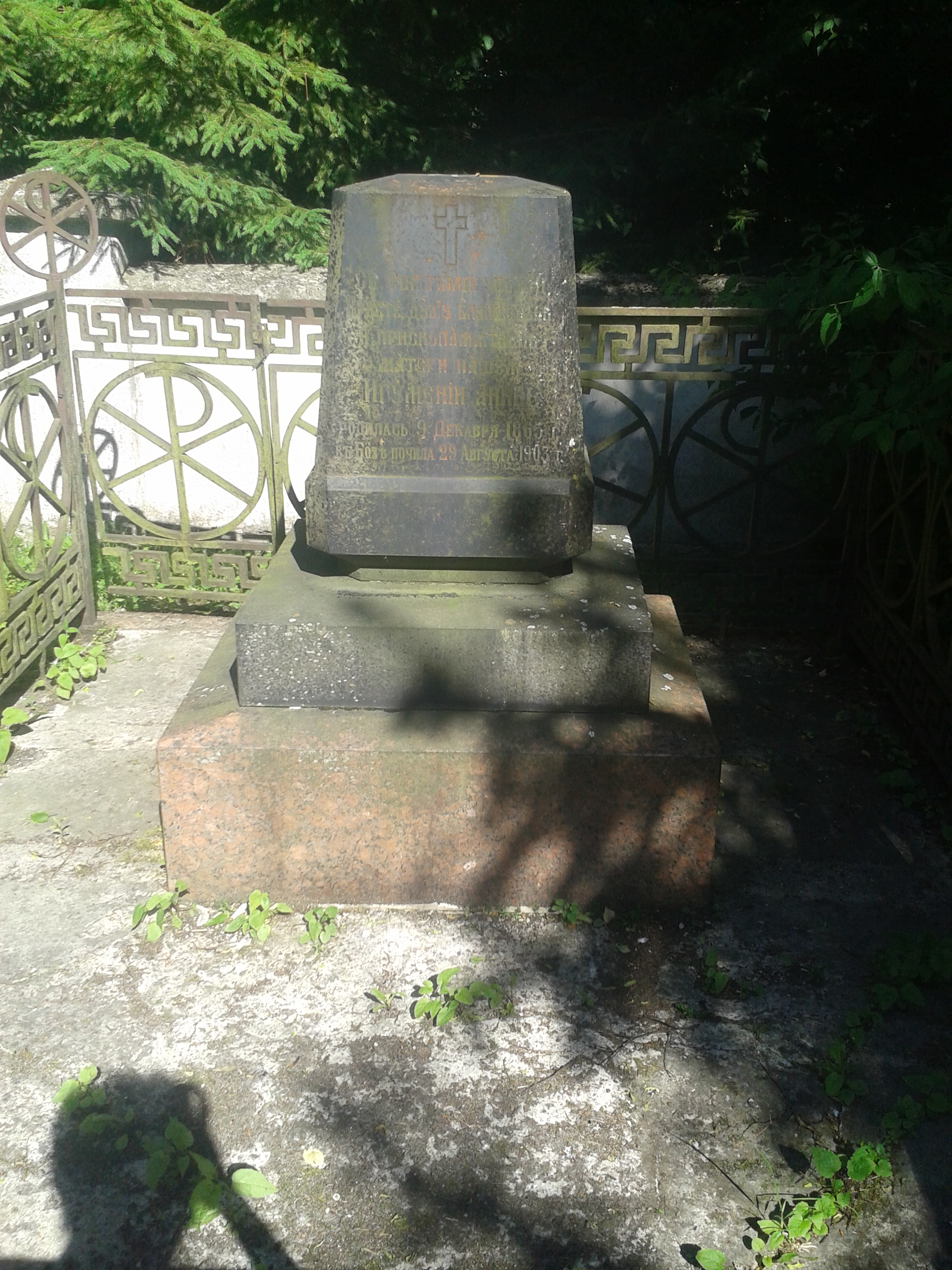
Pomnik
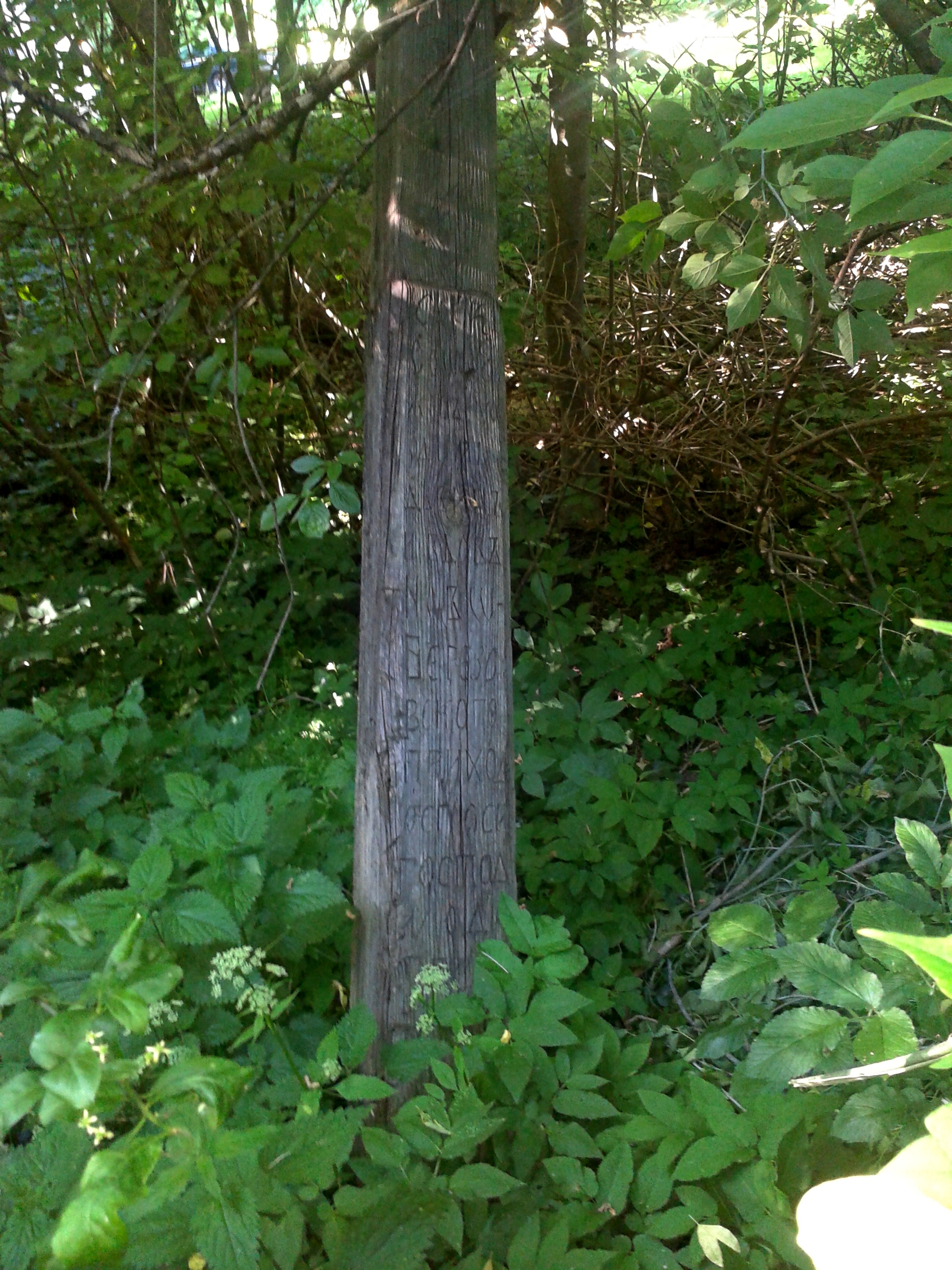
Krzyż prawosławny
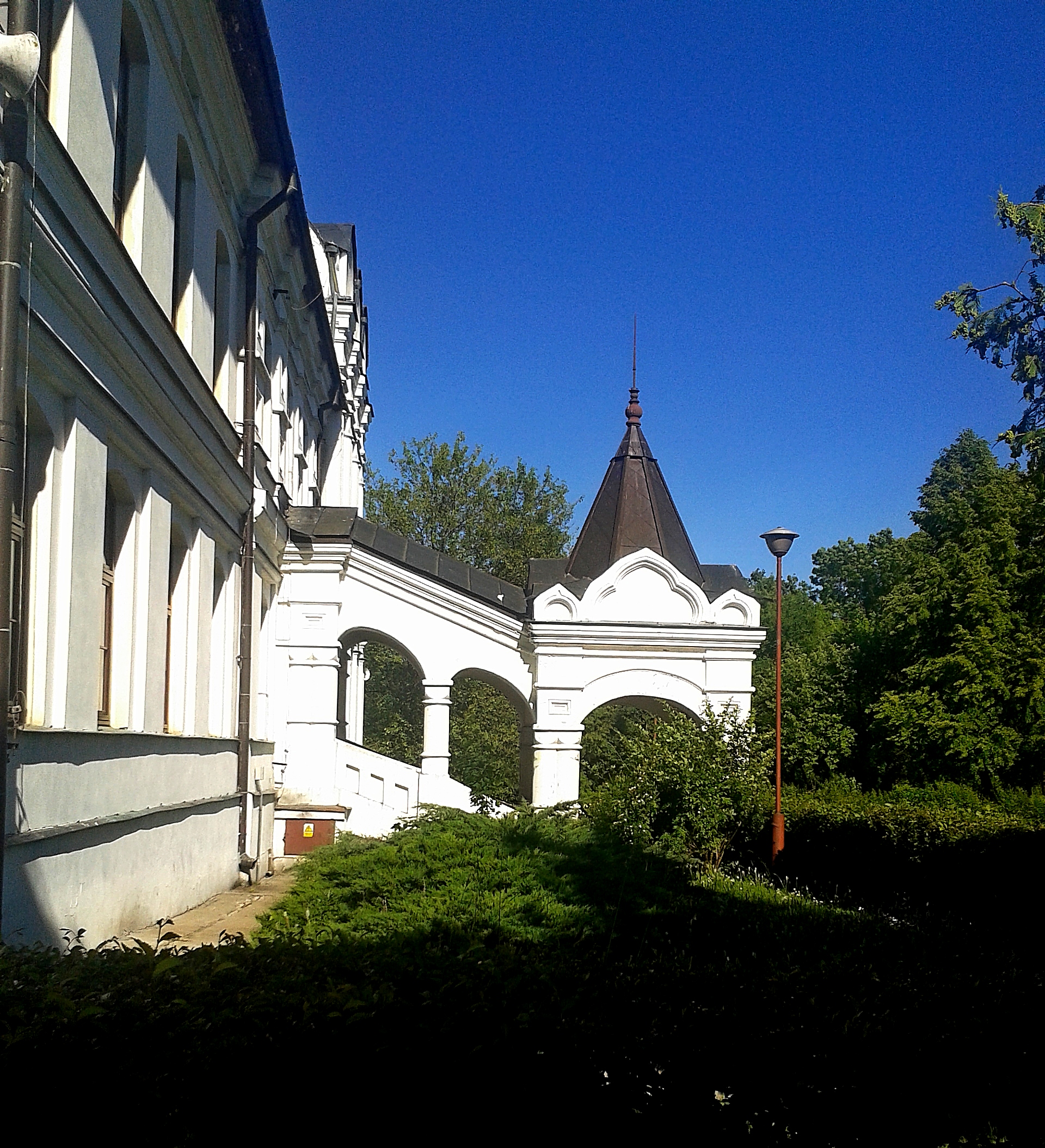
Monaster-(Rewindykacja)

## Zabytki
- XIX w. kompleks dawnych budynków klasztoru prawosławnego. Obecnie znajduje się w nim dom pomocy społecznej, pensjonat i kancelaria parafialna.
- klasycystyczny Kościół pw. św. Antoniego (dawniej cerkiew z 1833-1836) – siedziba parafii św. Antoniego Padewskiego.
- klasycystyczna kapliczka przydrożna z 1. poł. XIX w.[10]

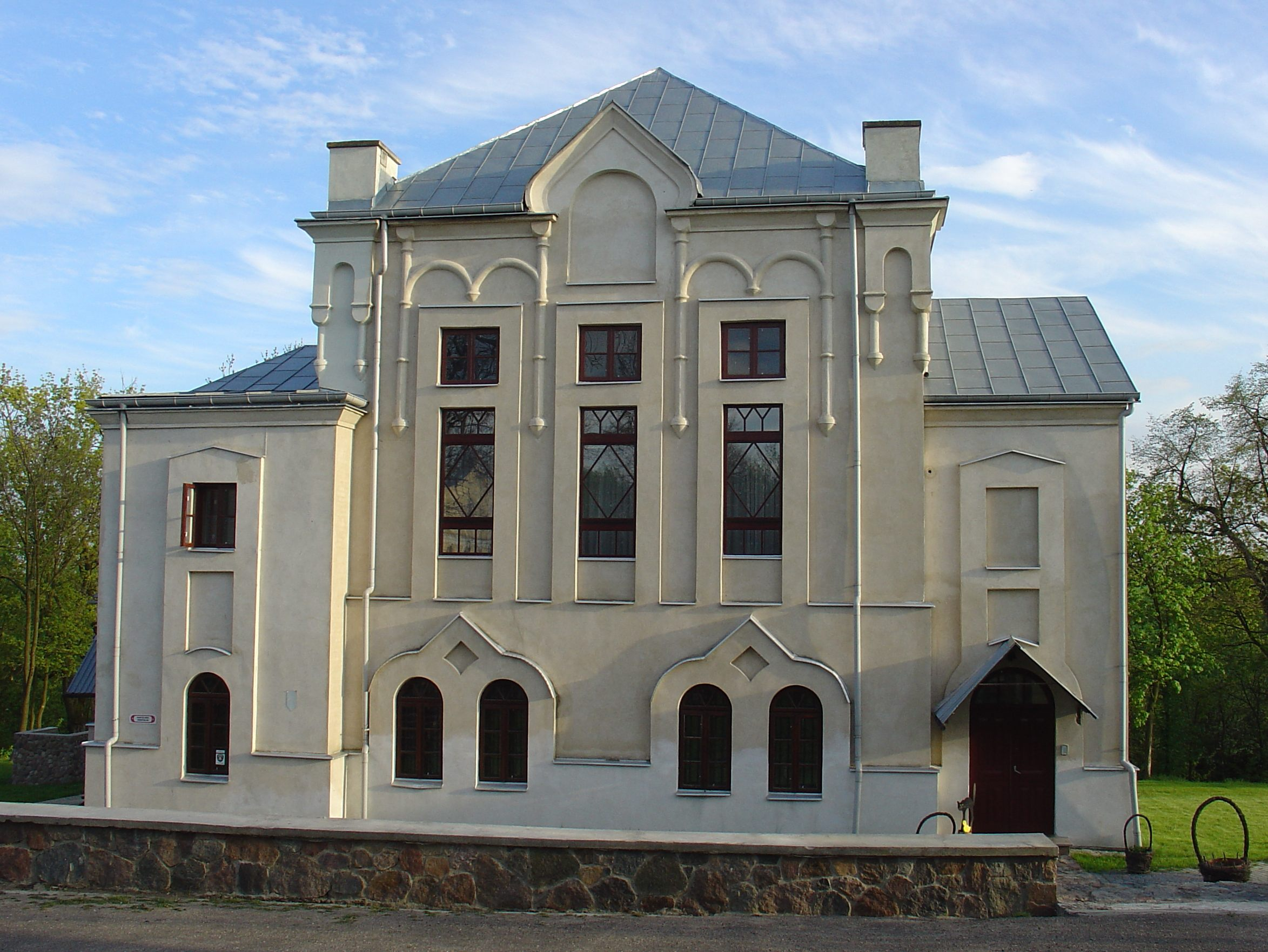
Kancelaria parafialna
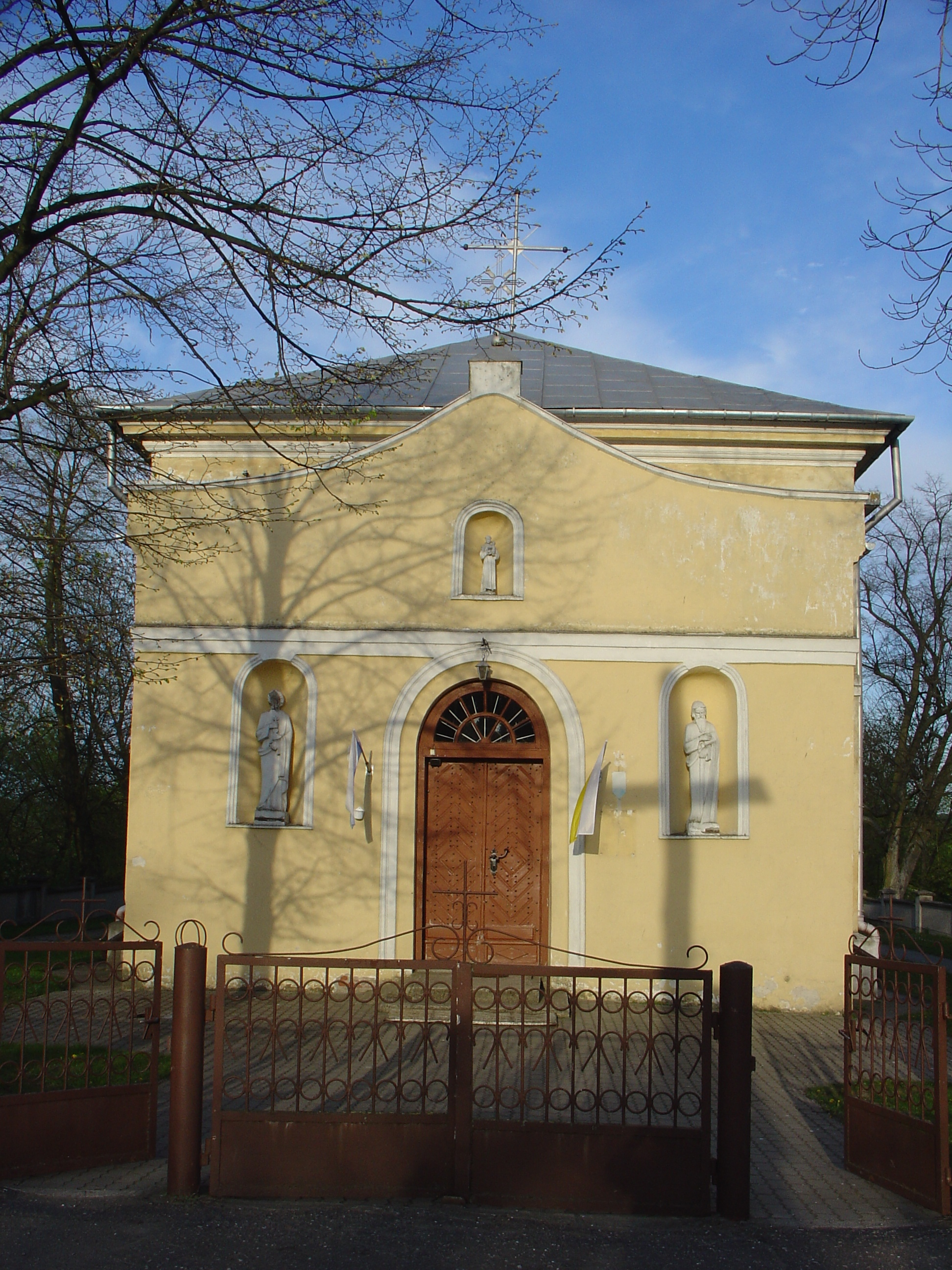
Kościół
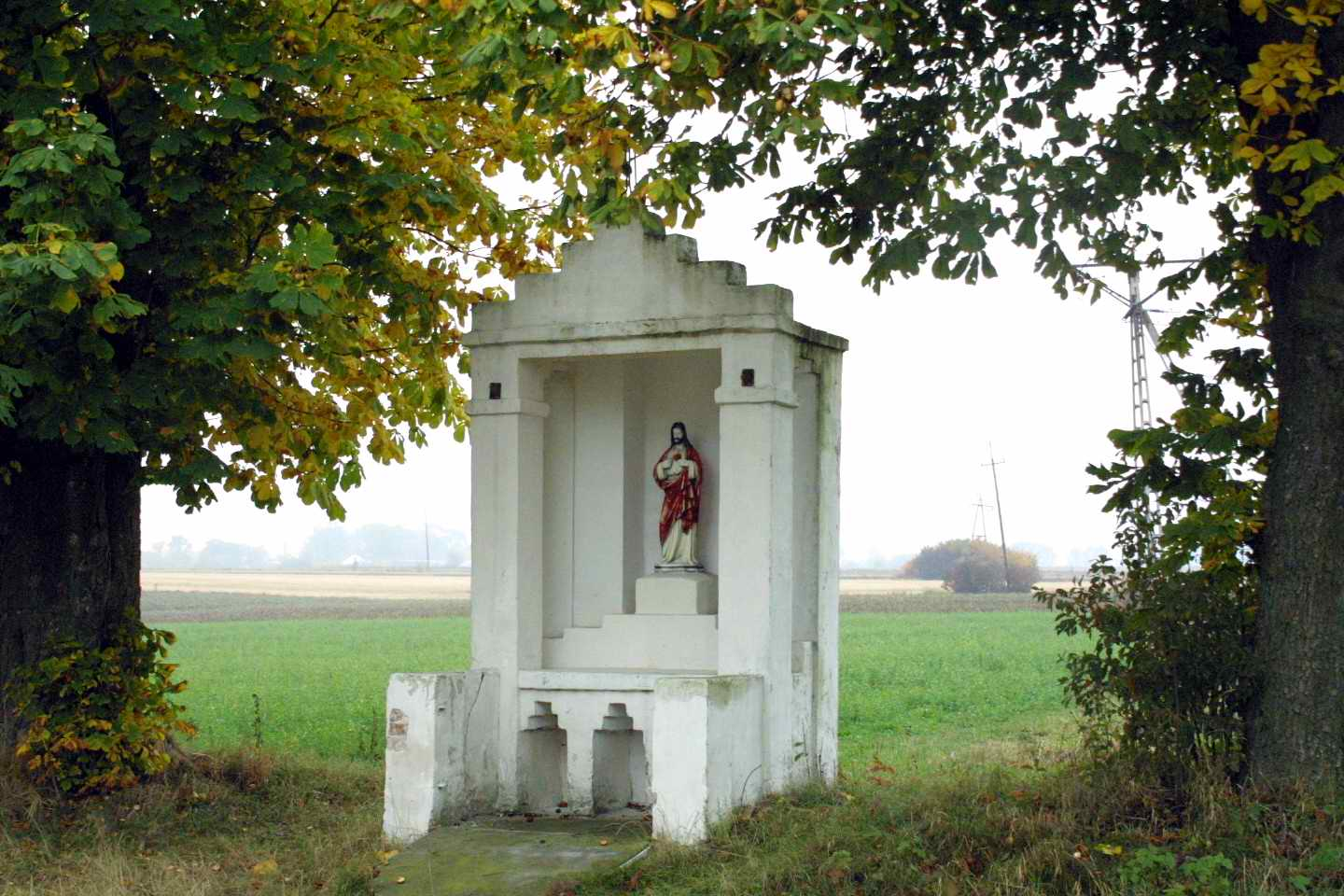
Kapliczka przydrożna z 1. poł. XIX w.

## Ludzie urodzeni w Wirowie
- Andrzej Bogaj – profesor nauk humanistycznych, związany z Uniwersytetem Jana Kochanowskiego w Kielcach
- Leokadia Krajewska – znana jako „Lodzia milicjantka”